# Ascot Racecourse
Ascot Racecourse er en væddeløbsbane i bydelen Ascot i Berkshire i England, der udelukkende bliver benyttet til galopløb om sommeren og til steeplechase (galopløb over forhindringer) om vinteren. Den er en af Storbritanniens mest benyttede baner til store arrangementer.
Ascot Racecourse ligger ca. 10 km fra Windsor Castle og har traditionelt tæt forbindelse til det britiske kongehus. Huset Windsor ejer jorden, hvor banen ligger.